# Terra Australis

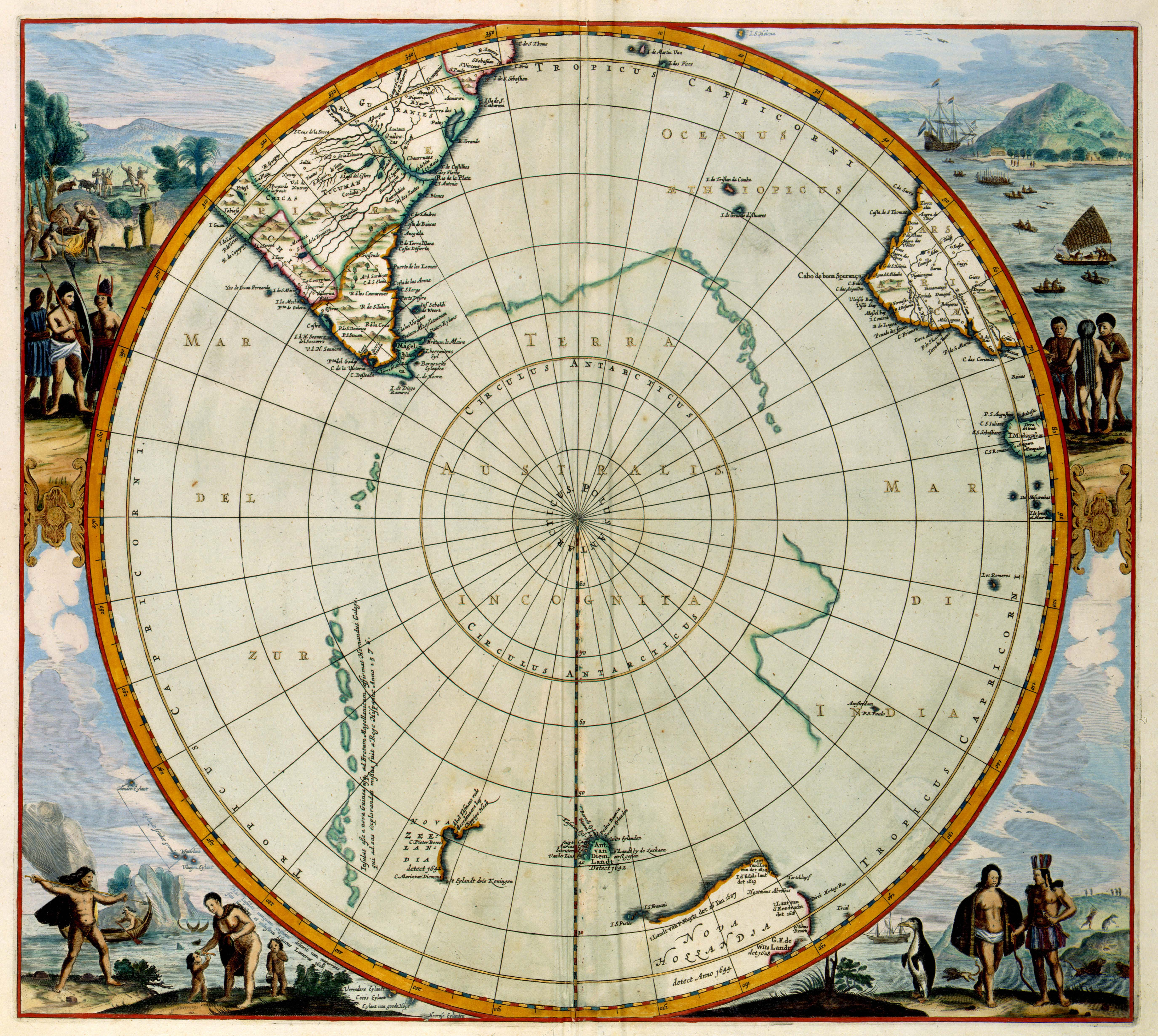
Contornos do continente exibidos no centro do mapa

Terra Australis (conhecido também em latim como Terra Australis Incognita) é um continente fictício que frequentemente aparecia em mapas europeus entre o século XV e XVIII antes do descobrimento da Oceania.
Por essa altura acreditava-se na crença da sua descoberta, como sendo a aquela que foi designada por Austrália do Espírito Santo, por ter aí aportado o navegador e explorador português Pedro Fernandes de Queirós. Chegando aí a fundar uma colónia a que chamou Nova Jerusalém e pondo à sua guarda uma nova ordem de cavalaria, criada especialmente para esse efeito, cujos membros se designavam Cavaleiros do Espírito Santo. No entanto, a colónia acabou por ser abandonada devido à hostilidade dos nativos e à enorme distancia que as forças militares europeias tinham para a socorrer.
A ideia de ter aí existido a tal mítica Terra Australis foi finalmente quebrada pela redescoberta da Austrália pelo navegador inglês James Cook.
Atualmente, o termo Terra Australis é usado para designar a Austrália.

## História
Tal continente foi proposto primeiramente por Aristóteles. Tal ideia foi considerada por Ptolomeu, que acreditava que o Oceano Índico estava cercado por terra ao sul. Durante o Renascimento, quando Ptolomeu se converteu na principal fonte de informação para os cartógrafos europeus, o continente começou a aparecer em seus mapas. Ainda que as viagens de exploração tenham feito com que se reduzisse a massa de terra do continente, os cartógrafos continuaram pintando-o em seus mapas e os cientistas defendiam esta opção com argumentos alegando haver uma grande massa de terra no Hemisfério Sul para servir de contrapeso à enorme quantidade de terra conhecida no Hemisfério Norte. Por vezes este continente se mostrava ao redor do Polo Sul, porém com uma extensão muito maior que a atual Antártida, estendendo-se muito mais ao norte, principalmente sobre o Oceano Pacífico. A Nova Zelândia, descoberta por Abel Tasman em 1642, foi considerada parte deste continente assim como a Austrália.
A ideia de uma Terra Australis foi finalmente corrigida por James Cook. Em sua primeira viagem, circum-navegou a Nova Zelândia, percebendo que não era parte de um continente maior. Na sua segunda viagem, circunavegou o globo em uma elevada latitude sul (cruzando lugares próximos ao círculo polar antártico), mostrando que se existisse tal continente no Hemisfério Sul, ele deveria estar em zonas polares e não em regiões com clima temperado como se havia pensado.